# Nieuwe watertoren (Almkerk)
De watertoren in Almkerk werd gebouwd aan het einde van de jaren 40 van de 20e eeuw.
De watertoren heeft een hoogte van ca. 43 meter. De toren verving de in 1945 vernietigde oude watertoren. Hij staat binnendijks aan de Oude Uppelsedijk in het dijkdorp Uppel en is goed zichtbaar vanaf de A27 richting Gorinchem.
Aan het eind van de Tweede Wereldoorlog is de zogenaamde 'oude' watertoren van Uppel opgeblazen door het Duitse leger. De 'nieuwe' watertoren van Uppel is ontworpen door architect Kees de Bever in opdracht van "Waterleiding Maatschappij Noord-West-Brabant". De watertoren domineert het silhouet van Uppel door haar grote hoogte die versterkt wordt door de ligging boven op de dijk. Tot 2008 werd de toren gebruikt voor de drinkwatervoorziening van het Land van Altena. De toren bevat een reservoir met een inhoud van 600 m³.
In 2014 werd de toren verbouwd tot woning.